# Travian
Travian je web bazirana strateška igra. Najviše podsjeća na Civilizaciju, no radi specifičnog medija (web) ne radi se ni o klasičnoj real-time strategiji, niti turn-based strategiji.

## Ukratko
U igri se bira narod s kojim igrač dalje igra:
- Rimljani (napadačke i obrambene sposobnosti)

⇒ Mogu nadograđivati dva polja: jedno u središtu naselja i jedno izvan naselja (resursi)
⇒ Raznovrsna vojska
⇒ Gradske zidine daju visok obrambeni bonus
- Gali (obrambeno orijentirani)

⇒ Najbrže jedinice u igri
⇒ Dvostruko skrovište resursa
⇒ Jeftini naseljenici
- Teutonci (napadački orijentirani)

⇒ U pljački skrovište skriva samo 4/5 resursa
⇒ Najjeftinije jedinice u igri
⇒ Slaba obrana
- Natari (pleme koje dolazi na kraju servera - NPC, s Natarima ne možete igrati)

Na početku igrač dobije svoje naselje (grad), koje ima 19 lokacija za građenje, a oko grada je 18 polja s radilištima (resursima).
Postoje 4 vrste radilišta:
- farma (hrana)
- glinokop (glina)
- rudnik (željezo)
- šuma (drvo)

Postoji 11 vrsta naselja s određenim brojem različitih radilišta:
- Drvo - 4, Glina - 4, Željezo - 4, Hrana - 6 (standardno)
- Drvo - 4, Glina - 5, Željezo - 3, Hrana - 6
- Drvo - 3, Glina - 5, Željezo - 4, Hrana - 6
- Drvo - 4, Glina - 3, Željezo - 5, Hrana - 6
- Drvo - 3, Glina - 4, Željezo - 5, Hrana - 6
- Drvo - 5, Glina - 3, Željezo - 4, Hrana - 6
- Drvo - 5, Glina - 4, Željezo - 3, Hrana - 6
- Drvo - 3, Glina - 4, Željezo - 4, Hrana - 7 (travian T3.5 verzija)
- Drvo - 4, Glina - 3, Željezo - 4, Hrana - 7 (travian T3.5 verzija)
- Drvo - 4, Glina - 4, Željezo - 3, Hrana - 7 (travian T3.5 verzija)

i takozvani Cropperi:
- Drvo - 3, Glina - 3, Željezo - 3, Hrana - 9 (9 crooperno - polucrop - rijetka naselja)
- Drvo - 1, Glina - 1, Željezo - 1, Hrana - 15 (15 crooperno - crop - vrlo rijetka naselja)

Karta se sastoji od 4 kvadranta (koordinata) :

## Kraj igre
Travian, za razliku od većine drugih igara koje se igraju u web preglednicima, ima svoj kraj, svaki server završava gradnjom svjetskog čuda do stote razine (rabe se anglizmi WW - world wonder za svjetsko čudo i level za razinu).
Da bi napravio WW igrač mora imati dva plana za gradnju WW-a, od kojih jedan treba imati netko drugi u savezu. Natari s planovima za gradnju puštaju se od 280-og pa do 300-tog (100-og dana na speed serveru) dana od početka servera. Da bi se sagradio WW do kraja treba imati velike količine obrambene vojske, svih materijala, a ponajviše hrane te odlične saveznike i igrače u savezu. Natari napadaju na svakoj petoj razini izgrađenog svjetskog čuda; premda oni u načelu ne mogu srušiti WW, mogu uništiti obrambenu vojsku u igračevom naselju, što njegovi neprijatelji to mogu iskoristiti i poslati veliku vojsku s puno ovnova (da unište zid i obrambeni bonus koji igrač dobiva s njim). Ako neprijatelji unište velike žitnice vojska se neće moći hraniti, a ako unište velika skladišta, neće biti moguće praviti WW jer to traži puno materijala. U ovom je slučaju potrebna velika kolegijalnost i spretnost vođenja cijele operacije.

## Softver iza igre
Travian je programiran u PHPu, baza podataka koja se rabi je mysql, a za operativni sustav poslužitelja rabi se Debian linux.

## Financiranje
Travian se igra besplatno (registracija je besplatna), moguće je kupovati zlato (prvi vid financiranja), a drugi su vid financiranja banneri na službenim stranicama.
Povijest: U Travian verziji 2 bio je način financiranja Travian plus, mod u kojem igrač dobiva neke pogodnosti kao što su građenje dvije zgrade odjednom (tri kod Rimljana), ali u verziji 3 tvorci su igre prešli na zlato.
Moguće je zaraditi zlato, ako igrač pozove u igru nekog prijatelja, ali ako pozove sebe Multihunter će ga lako pronaći.

## Osiguranje
Travian ima i svoje policajce, koji se zovu Multihunteri. Oni nadgledaju igrače te kažnjavaju (banaju) one koji krše pravila. Multihunter se nalazi na 0 0 koordinantima (u sredini).

## Vanjske poveznice
- Travian.com mrežno sjedište (hrv.)